# Beurandang Krueng
Beurandang Krueng is een bestuurslaag in het regentschap Aceh Utara van de provincie Atjeh, Indonesië. Beurandang Krueng telt 416 inwoners (volkstelling 2010).